# Janne Kangaskokko
Janne Kangaskokko (ur. 29 stycznia 1983) – fiński siatkarz, występujący na pozycji środkowego.

## Kluby
- 2003–2004  Pudasjärven Urheilijat
- 2004–2009  Perungan Pojat Rovaniem
- 2009–2012  Sun Volley Oulu
- 2012–   Etta Oulu